# مانفورد (آلاباما)
مانفورد (به انگلیسی: Munford) شهری در شهرستان تالادیگا، آلاباما است که مساحت آن ۵٫۷۴ کیلومتر مربع است و در سرشماری سال ۲۰۱۰ میلادی، ۱٬۲۹۲ نفر جمعیت داشته و تراکم جمعیتی آن، ۲۲۵٫۰۹ نفر در هر کیلومتر مربع بوده است.